# هيتومي
هيتومي (باليابانية: ひと美؛ بالكانا: ひとみ) هي ممرضة ومؤدية صوت يابانية، ولدت في 15 فبراير 1967 في أوساكا في اليابان.

## وصلات خارجية
- هيتومي على موقع IMDb (الإنجليزية)
- هيتومي على موقع ميوزك برينز (الإنجليزية)
- هيتومي على موقع ANN person (الإنجليزية)